# Uvaria argentea
Uvaria argentea är en kirimojaväxtart som beskrevs av Carl Ludwig von Blume. Uvaria argentea ingår i släktet Uvaria och familjen kirimojaväxter. Inga underarter finns listade i Catalogue of Life.